# Günther Schwamm
Günther Schwamm (* 28. März 1935 in Kaiserslautern; † 16. Februar 2015 in Essen) war ein deutscher Politiker (SPD).

## Leben und Beruf
Schwamm, der katholischer Konfession war, besuchte von 1942 bis 1949 die Volksschule, die Berufsschule und machte von 1950 bis 1953 eine Schlosserlehre. Danach arbeitete er als Schlosser und war Akkordarbeiter bei der Pfaff Industriemaschinen GmbH in Kaiserslautern, wo er ab 1965 auch Mitglied des Betriebsrats war.

## Politik
Schwamm war seit 1961 Mitglied der SPD. Von 1970 bis 1980 war er stellvertretender Ortsvereinsvorsitzender und 1980 Ortsvereinsvorsitzender in Kaiserslautern. 1976 wurde er Mitglied des Unterbezirksvorstands der SPD. 1973 wurde er Unterbezirksvorsitzender und 1976 Bezirksvorsitzender Pfalz der Arbeitsgemeinschaft für Arbeit sowie Mitglied des Landesvorstands Rheinland-Pfalz der AfA.
Dem Rheinland-Pfälzischen Landtag gehörte er vom 20. Mai 1975 bis zum 17. Mai 1991 an.  Im Landtag war er schriftführender Abgeordneter und Mitglied im Petitionsausschuss. In der 10. Wahlperiode war er zusätzlich Mitglied im Ausschuss für Soziales und Gesundheit und dem Unterausschuss für Frauenfragen.
Daneben war er 1978 Mitglied des Zentralverbands der Mittel- und Ostdeutschen e. V., 1983 Mitglied im Aufsichtsrat der Pfaff-Industrie-Nähmaschinenwerk AG Kaiserslautern, 1984 stellvertretender Aufsichtsratsvorsitzender der Gemeinnützigen Baugesellschaft AG Kaiserslautern, Mitglied im Verwaltungsrat der Stadtsparkasse Kaiserslautern, im Beirat der Justizvollzugsanstalt Kaiserslautern, der IG Metall und Ehrenvorsitzender des Arbeiter-Samariter-Bundes Kaiserslautern.

## Ehrungen
- Bundesverdienstkreuz am Bande (1984)
- Bundesverdienstkreuz 1. Klasse (1990)